# Lysurus cruciatus
Lysurus cruciatus är en svampart som först beskrevs av Lepr. & Mont., och fick sitt nu gällande namn av Henn. 1902. Lysurus cruciatus ingår i släktet Lysurus och familjen stinksvampar.  Arten är reproducerande i Sverige. Inga underarter finns listade i Catalogue of Life.